# Lösgodis

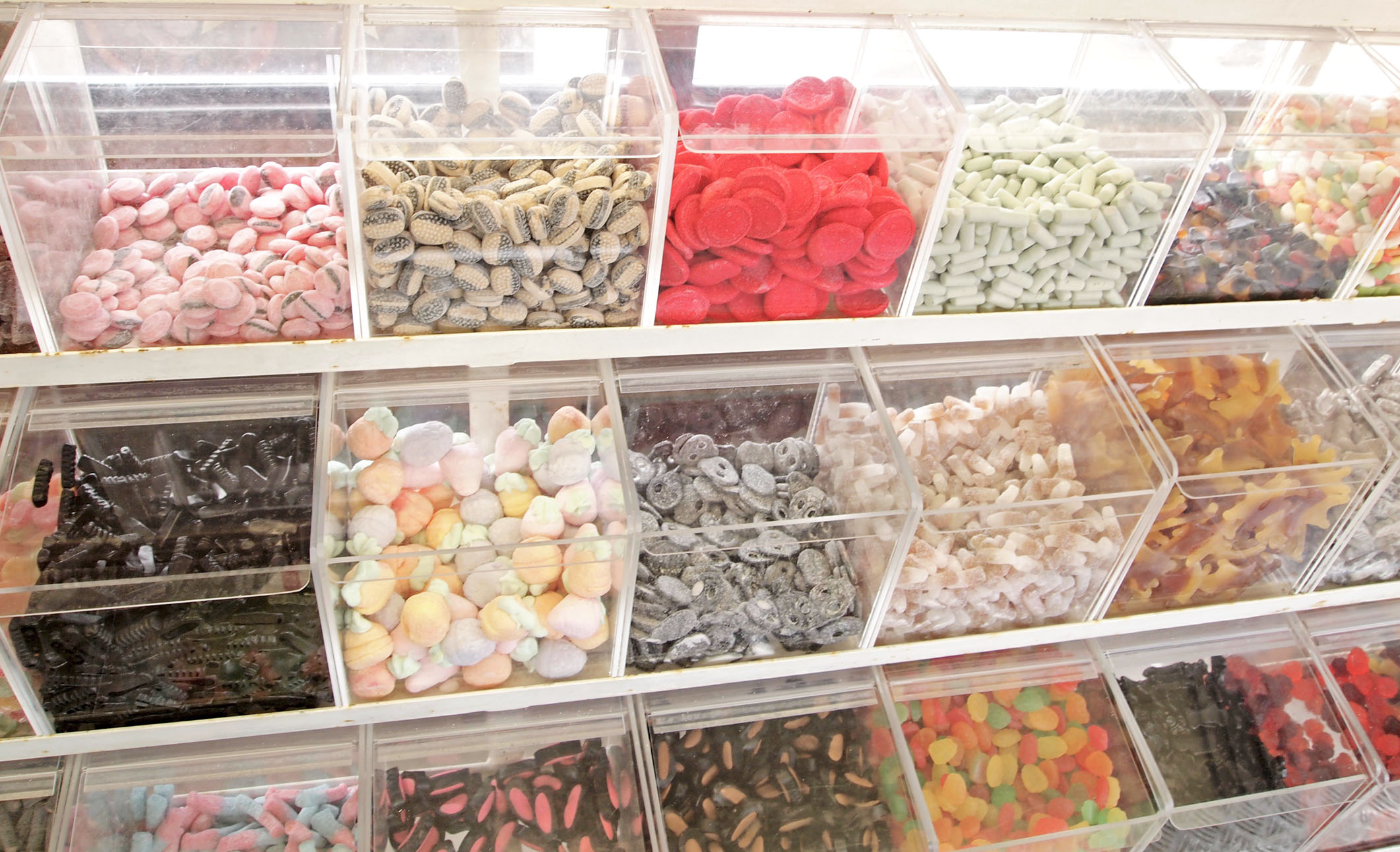
Lösgodis i en butik.

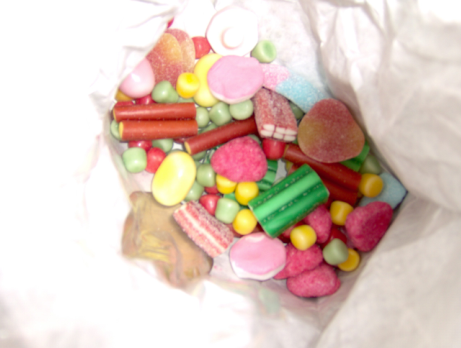
Lösgodis i en påse.

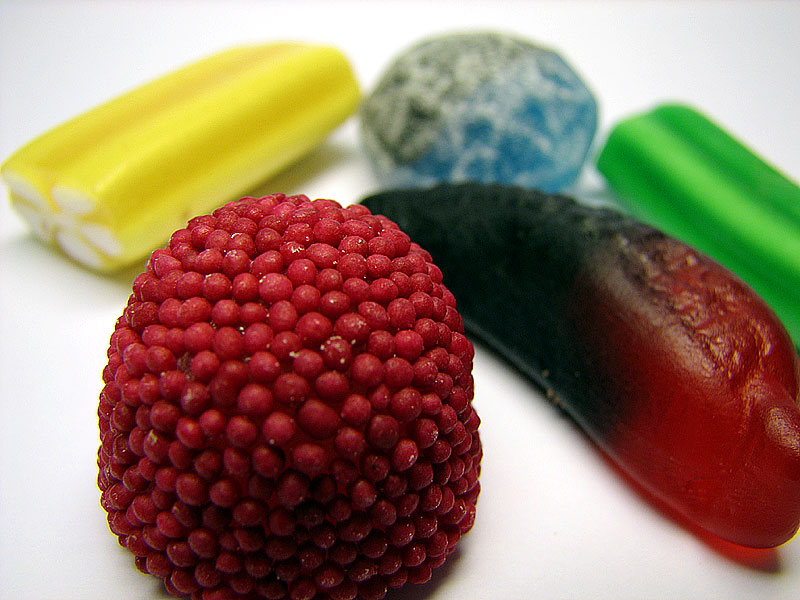
Ett urval lösgodis.

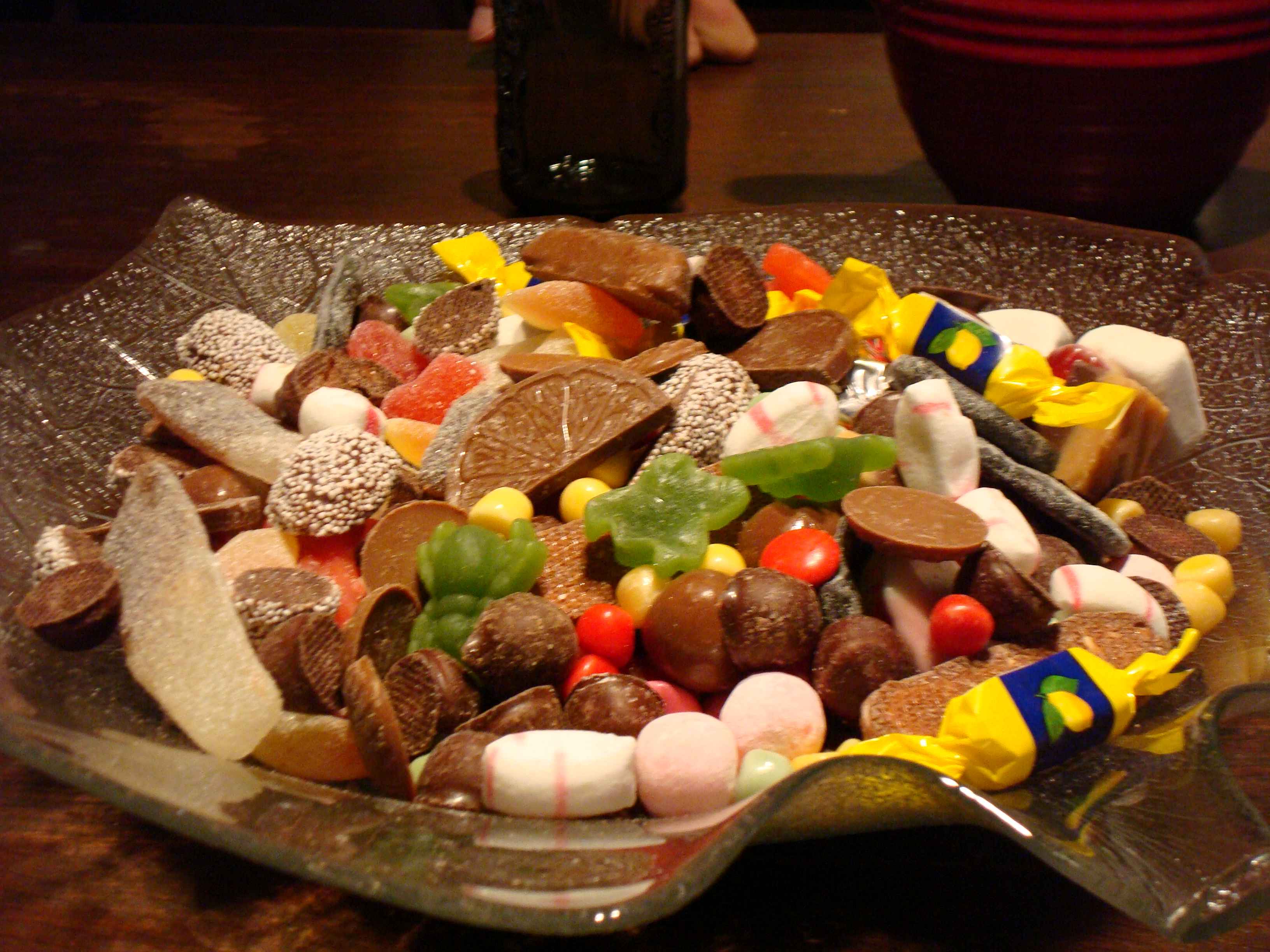
Lösgodis i en godisskål.

Lösgodis eller lösviktsgodis är godis som säljs som självplock. Lösgodis kallas även plockgodis och smågodis. Idén med lösviktsgodis kommer från Finland i början av 1980-talet, där det först såldes på försök. Det kom till svenska livsmedelsbutiker vid mitten av 1980-talet.
År 2008 var lösgodis populärt i Finland, Sverige och Norge, men hade inte fått samma genomslag i Danmark. Lösgodis har senare ökat i popularitet i Danmark, även under perioder då konsumtionen av färdigpackat godis har minskat. I mitten av 2010-talet började Nordamerika och Asien importera lösgodis i viss mån.
År 2024 blev svenskt och nordiskt godis, i synnerhet lösgodis, viralt globalt via appen Tiktok. Det kan delvis ha varit en moteffekt efter restriktionerna under covid-19-pandemin några år tidigare. Det kan även ha varit en följd av att det under 2023 gick en trend i att göra en godissallad, det vill säga att blanda olika godissorter i en skål eller glasburk likt en sallad eller fruktsallad. Det svenska eller nordiska godiset har uppfattats som rätt i tiden eftersom mycket av det är veganskt, glutenfritt och innehåller rent socker istället för majssirap. En del av succén antas bero på friheten och nöjet med att kunna välja ut och plocka just sina godisfavoriter, men också ett intresse i att testa godis med konsistens, smak eller utseende som man inte är bekant med sedan tidigare. Särskilt söta och sura smaker säljer bra globalt (läst 2024). Det luftiga och sega skumgodiset blev snabbt populärt i USA, där konsistensen har beskrivits som en blandning mellan marshmallows och taffy (mjuka kolor). Saltlakrits tilltalar inte många utanför Norden, men vissa andra vill ändå testa godiset som en utmaning. Godisbutiker i olika delar av världen rapporterade om köer, slut på vissa sorter och leveransförseningar till följd av anstormningen.

## Sverige

### Historia
Smågodis har länge sålts bakom disk i kiosker och godisaffärer. Något som blev allt vanligare från slutet av 1930-talet. Men det var först när Livsmedelsverket år 1984 rekommenderade Hälsovårdsnämnden att tillåta självplock för kunderna, som det kom till dagligvaruhandeln. Spridningen i Sverige och den ökande försäljningen gjorde att priserna sjönk på lösgodis.
Reglerna för att sälja lösviktsgodis byggde på att produkterna skulle vara hygieniskt placerade och konfektyren skulle ligga i separata behållare och den fick plockas endast med hjälp av tång, slev eller skopa. Bakom idén stod tre finska studenter, handelsstuderande i Stockholm, som i början på 1980-talet själva hade startat en godiskedja i Helsingfors och visat hur lösviktsförsäljning skulle kunna bli framgångsrikt.

### Import, export och försäljning
Svenskar åt mest lösviktsgodis i världen 2009. Skärtorsdagen är den största försäljningsdagen i matvarubutikerna i Sverige.
Bortser man från den egna tillverkningen är Sverige en av världens största godisimportörer. Stora grossister är Candyking, Axfood, Privab och Drömgodis.
Intresset för lösviktsgodis ökar globalt sett och Sverige exporterar även lösgodis. År 2014 sålde möbelvaruhuset Ikea svenskt lösgodis i ett 20-tal europeiska länder och planerade att sälja det även i Nordamerika och Asien samma år. Lanseringen i Kanada och USA skedde i juni 2015.
Plockgodiset står för runt en tredjedel av den totala godiskonsumtionen i Sverige, enligt en uppskattning från analysföretaget Delfi 2014. Det säljs cirka 100 miljoner påsar med lösgodis i Sverige varje år och en genomsnittlig påse väger omkring 350 gram, vilket motsvarar hela dagsbehovet (ca 1600 kcal) av energi för ett barn. Godis innehåller dock varken vitaminer eller mineraler.
Ungdomar samt yrkesverksamma kvinnor mellan 25 och 60 år äter mest godis. Enligt Menigo Foodservice 2011 var saltlakritsen den mest älskade och mest hatade varianten av alla sorters godis. Sura godisar åts mest av den yngre generationen. Det söta gelégodiset tilltalade de flesta. Skumgodis var favoriter bland barnen. Äldre föredrog ofta klassiker som funnits länge. Aftonbladet lät Inizio genomföra en undersökning 2017 i målgruppen 16 år och äldre. Den visade att äldre föredrog choklad och punschpraliner. Yngre tyckte om det mesta, särskilt surt, salt och färgstarkt godis. Det är något som kan ligga till grund för placeringen av lösgodiset, med färgstarka sorter långt ner och choklad högre upp.
För affärerna har lösviktsgodiset allt mer blivit en lockvara för att få kunder till butiken. Konkurrensen är hård om att ha det bästa priset och utbudet av lösviktsgodis för att locka konsumenterna.

## Hälsa och hygien
Konsumtion av lösgodis har angivits som en faktor bland flera till fetma och olika sjukdomar på grund av ökad insulinproduktion som kommer av förhöjda blodglukosvärden.
Ibland ryktas om att lösgodis skulle vara en smittkälla på grund av höga bakteriehalter, särskilt nedersta hyllan som småbarn når till. Visserligen går det inte att säkerställa att alla kunder följer hygienrutinerna, men miljön är ogynnsam för bakterietillväxt. Särskilt på grund av den höga sockerhalten, men även bristen på vatten och att många godissorter har låga pH-värden. Virus som inte är luftburna skulle dock teoretiskt kunna spridas via godiset precis som via annat. År 2007 analyserade ett analysföretag lösgodis från den nedersta hyllan i fem butiker i Sverige på uppdrag av Testfakta och resultatet var utan anmärkning.
Om lösgodiset är torrt i butiken behöver det inte vara för att det är utgånget, det kan även bero på brister i hanteringen av godislådorna. Att äta gammalt godis är dock inte förenat med någon särskild hälsorisk. Däremot förändras smaken på godiset och choklad kan få en härsken smak.